# ذره جرم‌دار
اصطلاح ذره جرم‌دار در مورد ذراتی به کار می‌رود که جرم سکون حقیقی غیر صفر داشته باشند. بر پایه نسبیت خاص، سرعت آنها همواره از سرعت نور کمتر خواهد بود.

واژه‌های هم معنی آن برادیون (برگرفته از کلمه یونانی  βραδύς - برادیس، به معنی آهسته)، تاردیون یا ایتیون نیز گاهی به کار برده می‌شوند تا روی تفاوت آن با لوکسون (که با سرعت نور حرکت می کند) و نوع فرضی تاکیون

(که سریعتر از نور حرکت می‌کند) تاکید شود.

## نوشتارهای وابسته
- ذرات بنیادی
- ذرات بدون جرم
- تاکیون